# 레콘카보 다 바이아 연방 대학교

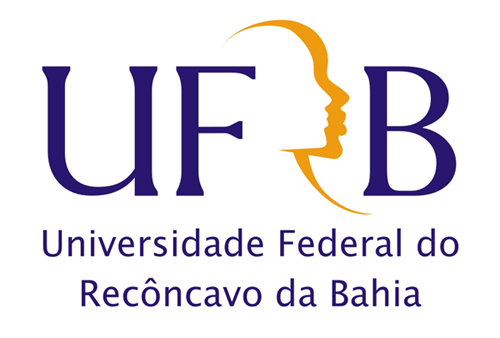

레콘카보 다 바이아 연방 대학교(Recôncavo da Bahia Federal University, 포르투갈어: Universidade Federal do Recôncavo da Bahia, UFRB)는 브라질 대학으로 바이아주 크루즈다스알마스(Cruz das Almas)에 메인 캠퍼스가 있다.
이 대학에는 아마고사, 카초에이라, 산토 안토니우 데 헤수스, 페이라지산타나 및 산토아마로(Santo Amaro)에도 캠퍼스가 있다.
이 대학은 2005년 법률 11.151에 따라 설립되었다. 2011년에 페이라지산타나시에 새로운 캠퍼스가 발표되었으며 2013년 초에 운영될 것으로 예상된다.